# Городское поселение
Городско́е поселе́ние — один из типов муниципального образования в России; город или посёлок городского типа (реже сельского), в которых местное самоуправление осуществляется населением непосредственно и (или) через выборные и иные органы местного самоуправления. Городские поселения, не являющиеся городскими округами, входят в состав муниципальных районов. В разделе, посвящённом количеству городских поселений по субъектам Российской Федерации, говорится исключительно о городских поселениях в составе муниципальных районов.

## Характеристика
Данный тип муниципальных образований был предусмотрен в законе 2003 года «Об общих принципах организации местного самоуправления в Российской Федерации» и введён в ходе муниципальной реформы.
В состав территории городского поселения могут входить один город или один посёлок, а также в соответствии с генеральным планом городского поселения территории, предназначенные для развития его социальной, транспортной и иной инфраструктуры (включая территории посёлков и сельских населённых пунктов, не являющихся муниципальными образованиями).
В Северо-Енисейском районе Красноярского края, единственном в Российской Федерации, все населённые пункты непосредственно входят в состав муниципального образования, без городских и сельских поселений.

## Преемственность
Фактически термин заменил существовавшее в советский и ранний постсоветский периоды понятие «городской совет», а также часто употреблявшийся акроним «горсовет».

## Количество

### Динамика по России в целом
| по состоянию на 01.01 | число городских поселений | примечания         |
| --------------------- | ------------------------- | ------------------ |
| 2008                  | 1734                      | по данным Росстата |
| 2009                  | 1745                      | по данным Росстата |
| 2010                  | 1739                      | по данным Росстата |
| 2011                  | 1733                      | по данным Росстата |
| 2012                  | 1711                      | по данным Росстата |
| 2013                  | 1687                      | по данным Росстата |
| 2014                  | 1660                      | по данным Росстата |
| 2015                  | 1644                      | по данным Росстата |
| 2016                  | 1592                      | по данным Росстата |
| 2017                  | 1589                      | по данным Росстата |
| 2018                  | 1538                      | по данным Росстата |
| 2019                  | 1490                      | по данным Росстата |
| 2020                  | 1398                      | по данным Росстата |
| 2021                  | 1346                      | по данным Росстата |

По обновлённым данным, на 1 января 2021 года насчитывалось 1336 городских поселений.

### По субъектам РФ
На 2020 год городские поселения, как и сельские, полностью отсутствуют в Калининградской, Магаданской, Московской и Сахалинской областях в связи с преобразованием муниципальных районов в городские округа. Помимо указанных регионов, городские поселения отсутствуют в Ингушетии, Оренбургской области, Пермском крае, Республике Алтай, Тюменской области (без автономных округов). Также в 2020 году были упразднены городские поселения Ставропольского края, а в 2021 городские поселения Удмуртии и Ямало-Ненецкого автономного округа в связи с преобразованием муниципальных районов в муниципальные округа (ранее части муниципальных районов в городские округа).
| число городских поселений по субъектам Российской Федерации (по состоянию на 1 января 2021 года) | число городских поселений по субъектам Российской Федерации (по состоянию на 1 января 2021 года) | число городских поселений по субъектам Российской Федерации (по состоянию на 1 января 2021 года) |
| субъект РФ                                                                                       | количество                                                                                       | по другим данным                                                                                 |
| ------------------------------------------------------------------------------------------------ | ------------------------------------------------------------------------------------------------ | ------------------------------------------------------------------------------------------------ |
| Российская Федерация                                                                             | 1346                                                                                             | 1305                                                                                             |
| Центральный федеральный округ                                                                    | 339                                                                                              | 339                                                                                              |
| Белгородская область                                                                             | 16                                                                                               | 16                                                                                               |
| Брянская область                                                                                 | 29                                                                                               | 29                                                                                               |
| Владимирская область                                                                             | 26                                                                                               | 26                                                                                               |
| Воронежская область                                                                              | 28                                                                                               | 28                                                                                               |
| Ивановская область                                                                               | 24                                                                                               | 24                                                                                               |
| Калужская область                                                                                | 26                                                                                               | 26                                                                                               |
| Костромская область                                                                              | 12                                                                                               | 12                                                                                               |
| Курская область                                                                                  | 27                                                                                               | 27                                                                                               |
| Липецкая область                                                                                 | 6                                                                                                | 6                                                                                                |
| Московская область                                                                               |                                                                                                  |                                                                                                  |
| Орловская область                                                                                | 17                                                                                               | 17                                                                                               |
| Рязанская область                                                                                | 29                                                                                               | 29                                                                                               |
| Смоленская область                                                                               | 23                                                                                               | 23                                                                                               |
| Тамбовская область                                                                               | 13                                                                                               | 13                                                                                               |
| Тверская область                                                                                 | 36                                                                                               | 37                                                                                               |
| Тульская область                                                                                 | 23                                                                                               | 23                                                                                               |
| Ярославская область                                                                              | 10                                                                                               | 10                                                                                               |
| г. Москва                                                                                        |                                                                                                  |                                                                                                  |
| Северо-Западный федеральный округ                                                                | 195                                                                                              | 194                                                                                              |
| Республика Карелия                                                                               | 22                                                                                               | 21                                                                                               |
| Республика Коми                                                                                  | 14                                                                                               | 14                                                                                               |
| Архангельская область                                                                            | 20                                                                                               | 20                                                                                               |
| в том числе Ненецкий автономный округ                                                            | 1                                                                                                | 1                                                                                                |
| Архангельская область без АО                                                                     | 19                                                                                               | 19                                                                                               |
| Вологодская область                                                                              | 21                                                                                               | 21                                                                                               |
| Калининградская область                                                                          |                                                                                                  |                                                                                                  |
| Ленинградская область                                                                            | 66                                                                                               | 66                                                                                               |
| Мурманская область                                                                               | 10                                                                                               | 10                                                                                               |
| Новгородская область                                                                             | 17                                                                                               | 17                                                                                               |
| Псковская область                                                                                | 25                                                                                               | 25                                                                                               |
| г. Санкт-Петербург                                                                               |                                                                                                  |                                                                                                  |
| Южный федеральный округ                                                                          | 96                                                                                               | 96                                                                                               |
| Республика Адыгея                                                                                | 3                                                                                                | 3                                                                                                |
| Республика Калмыкия                                                                              | 2                                                                                                | 2                                                                                                |
| Республика Крым                                                                                  | 4                                                                                                | 4                                                                                                |
| Краснодарский край                                                                               | 30                                                                                               | 30                                                                                               |
| Астраханская область                                                                             | 11                                                                                               | 11                                                                                               |
| Волгоградская область                                                                            | 29                                                                                               | 29                                                                                               |
| Ростовская область                                                                               | 17                                                                                               | 17                                                                                               |
| г. Севастополь                                                                                   |                                                                                                  |                                                                                                  |
| Северо-Кавказский федеральный округ                                                              | 28                                                                                               | 28                                                                                               |
| Республика Дагестан                                                                              | 7                                                                                                | 7                                                                                                |
| Республика Ингушетия                                                                             |                                                                                                  |                                                                                                  |
| Кабардино-Балкарская Республика                                                                  | 7                                                                                                | 7                                                                                                |
| Карачаево-Черкесская Республика                                                                  | 5                                                                                                | 5                                                                                                |
| Республика Северная Осетия-Алания                                                                | 5                                                                                                | 5                                                                                                |
| Чеченская Республика                                                                             | 4                                                                                                | 4                                                                                                |
| Ставропольский край                                                                              |                                                                                                  |                                                                                                  |
| Приволжский федеральный округ                                                                    | 279                                                                                              | 279                                                                                              |
| Республика Башкортостан                                                                          | 14                                                                                               | 14                                                                                               |
| Республика Марий Эл                                                                              | 16                                                                                               | 16                                                                                               |
| Республика Мордовия                                                                              | 16                                                                                               | 16                                                                                               |
| Республика Татарстан                                                                             | 39                                                                                               | 39                                                                                               |
| Удмуртская Республика                                                                            | 1                                                                                                | 1                                                                                                |
| Чувашская Республика                                                                             | 7                                                                                                | 7                                                                                                |
| Пермский край                                                                                    |                                                                                                  |                                                                                                  |
| Кировская область                                                                                | 46                                                                                               | 46                                                                                               |
| Нижегородская область                                                                            | 34                                                                                               | 34                                                                                               |
| Оренбургская область                                                                             |                                                                                                  |                                                                                                  |
| Пензенская область                                                                               | 24                                                                                               | 24                                                                                               |
| Самарская область                                                                                | 12                                                                                               | 12                                                                                               |
| Саратовская область                                                                              | 39                                                                                               | 39                                                                                               |
| Ульяновская область                                                                              | 31                                                                                               | 31                                                                                               |
| Уральский федеральный округ                                                                      | 72                                                                                               | 70                                                                                               |
| Курганская область                                                                               | 13                                                                                               | 11                                                                                               |
| Свердловская область                                                                             | 5                                                                                                | 5                                                                                                |
| Тюменская область                                                                                | 27                                                                                               | 27                                                                                               |
| в том числе: Ханты-Мансийский автономный округ — Югра                                            | 26                                                                                               | 26                                                                                               |
| Ямало-Ненецкий автономный округ                                                                  | 1                                                                                                | 1                                                                                                |
| Тюменская область без АО                                                                         |                                                                                                  |                                                                                                  |
| Челябинская область                                                                              | 27                                                                                               | 27                                                                                               |
| Сибирский федеральный округ                                                                      | 164                                                                                              | 161                                                                                              |
| Республика Алтай                                                                                 |                                                                                                  |                                                                                                  |
| Республика Тыва                                                                                  | 4                                                                                                | 4                                                                                                |
| Республика Хакасия                                                                               | 4                                                                                                | 4                                                                                                |
| Алтайский край                                                                                   | 7                                                                                                | 7                                                                                                |
| Красноярский край                                                                                | 26                                                                                               | 26                                                                                               |
| Иркутская область                                                                                | 58                                                                                               | 58                                                                                               |
| Кемеровская область                                                                              | 10                                                                                               | 7                                                                                                |
| Новосибирская область                                                                            | 26                                                                                               | 26                                                                                               |
| Омская область                                                                                   | 26                                                                                               | 26                                                                                               |
| Томская область                                                                                  | 3                                                                                                | 3                                                                                                |
| Дальневосточный федеральный округ                                                                | 173                                                                                              | 169                                                                                              |
| Республика Бурятия                                                                               | 16                                                                                               | 16                                                                                               |
| Республика Саха (Якутия)                                                                         | 48                                                                                               | 48                                                                                               |
| Забайкальский край                                                                               | 39                                                                                               | 39                                                                                               |
| Камчатский край                                                                                  | 4                                                                                                | 4                                                                                                |
| Приморский край                                                                                  | 16                                                                                               | 16                                                                                               |
| Хабаровский край                                                                                 | 22                                                                                               | 22                                                                                               |
| Амурская область                                                                                 | 15                                                                                               | 11                                                                                               |
| Магаданская область                                                                              |                                                                                                  |                                                                                                  |
| Сахалинская область                                                                              |                                                                                                  |                                                                                                  |
| Еврейская автономная область                                                                     | 10                                                                                               | 10                                                                                               |
| Чукотский автономный округ                                                                       | 3                                                                                                | 3                                                                                                |

Основная статья:
 Количество муниципальных образований по субъектам РФ 